# Trinity Mirror
Trinity Mirror plc (Reach plc) ist ein britischer Verlag für Zeitschriften und Zeitungen. Das 1903 gegründete Unternehmen gibt heute rund 240 regionale Blätter und landesweite Publikationen heraus, darunter Daily Mirror, Sunday Mirror, The People, Scottish Sunday Mail, Daily Record. Hauptsitz ist Canary Wharf in London. 
Das Unternehmen wird an der Londoner Börse gehandelt. Der Umsatz betrug 2022 rund 600 Millionen Pfund, der Unternehmensgewinn 106 Millionen. Die Gruppe beschäftigte etwa 4600 Menschen.
Im Februar 2018 wurde die britische Zeitung Daily Express von Richard Desmond an Trinity Mirror verkauft.
Nicholas Prettejohn ist Vorsitzender des Aufsichtsgremiums, CEO ist Jim Mullen.

## Skandale
Journalisten der britischen Zeitung Daily Mirror hackten mehrere Telefone britischer Prominenter. Darunter auch das Telefon vom britischen Königshausmitglied Harry, Duke of Sussex. Dieser verklagte den Verlagskonzern Reach plc (vormals Trinity Mirror) erfolgreich im Dezember 2023 auf 140.600 Britische Pfund.